# Las Vigas, Veracruz
Las Vigas är en kommunhuvudort i Mexiko.   Den ligger i kommunen Las Vigas de Ramírez och delstaten Veracruz, i den sydöstra delen av landet, 210 km öster om huvudstaden Mexico City. Las Vigas ligger 2 438 meter över havet och antalet invånare är 8 037.
Terrängen runt Las Vigas är kuperad åt sydost, men åt nordväst är den bergig. Terrängen runt Las Vigas sluttar norrut. Runt Las Vigas är det ganska tätbefolkat, med 90 invånare per kvadratkilometer. Närmaste större samhälle är Perote, 17,2 km sydväst om Las Vigas. I omgivningarna runt Las Vigas växer i huvudsak blandskog.